# Henry Pratt Fairchild

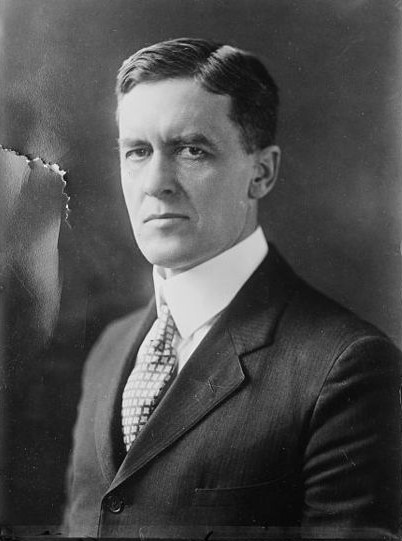
Henry Pratt Fairchild

Henry Pratt Fairchild (* 18. August 1880 in Dundee, Illinois; † 2. Oktober 1956 in North Hollywood, Kalifornien) war ein US-amerikanischer Soziologe und 26. Präsident der American Sociological Association.
Fairchild besuchte das Doane-College in Nebraska, an dem sein Vater als Professor lehrte, bis zum Bachelor-Examen im Jahr 1900. Nach weiterführenden Studien an der Yale University wurde er ebendort 1909 zum Ph.D. promoviert. Nach mehrjähriger Dozententätigkeit an der Yale University wechselte er 1919 an die New York University, wo er von 1924 bis 1951 als Soziologie-Professor lehrte.
Fairchild orientierte sich wissenschaftlich am Marxismus und publizierte diverse Schriften, die zu Kontroversen in den Vereinigten Staaten führten. Er setzte sich insbesondere kritisch mit dem Rassismus auseinander und forschte zu Fragen der Demographie.
Fairchild war von 1921 bis 1925 der erste Präsident der Population Association of America. 1930 wurde er Ehrendoktor des Doane-College, 1936 amtierte er als Präsident der American Sociological Association.

## Schriften (Auswahl)
- The Melting Pot Mistake, 1926
- The Alien in Our Midst, 1930
- General Sociology, 1934
- Birth Control Review, 1939
- People: The Quantity and Quality of Population, 1939
- Economics for the Millions, 1940
- Main street: the American town; past and present, 1941
- Race and Nationality as Factors in American Life, 1947.